# Hippeastrum
Hippeastrum és un gènere de plantes amb flors bulboses, algunes de les seves espècies són utilitzades com planta d'interior. Consta d'unes 90 espècies a més d'uns 600 híbrids i cultivars. Pertanyen a la família Amaryllidaceae, subfamília Amaryllidoideae, natives de les regions tropicals i subtropicals d'Amèrica des de l'Argentina a Mèxic i el Carib. Algunes espècies es cultiven per les seves grans i vistoses flors. Durant molts anys hi va haver entre els botànics una confusió entre els noms genèrics d'Amaryllis i Hippeastrum, i com a resultar el nom comú d'"amaryllis" es fa servir principalment per als cultivars d'aquest gènere, molt usat com flor d'interiors. El nom genèric Amaryllis s'aplica a les bulboses de Sud-àfrica que normalment creixen a l'exterior.
Hippeastrum deriva del grec i significa estel de cavaller.

## Característiques
La majoria de bulbs de les espècies d'Hippeastrum fan entre 5–12 cm de diàmetre i les seves fulles poden ser perennes o caducifòlies de 30–90 cm de llargada i de 2.5–5 cm d'amplada. Segons les espècies les flors fan de 13–20 cm de diàmetre amb sis tèpals brillants, tres sèpals exteriors i tres pètals interiors. Algunes espècies són epífites (H. calyptratum, H. aulicum, H. papilio i H. arboricola).

## Taxonomia
{El World Checklist of Selected Plant Families accepta unes 90 espècies:
- Hippeastrum aglaiae (A.Cast.) Hunz. & A.A.Cocucci
- Hippeastrum amaru (Vargas) Meerow
- Hippeastrum andreanum Baker
- Hippeastrum angustifolium Pax
- Hippeastrum anzaldoi (Cárdenas) Van Scheepen
- Hippeastrum apertispathum (Traub) H.E.Moore
- Hippeastrum arboricola (Ravenna) Meerow
- Hippeastrum argentinum (Pax) Hunz.
- Hippeastrum aulicum (Ker Gawl.) Herb.
- Hippeastrum aviflorum (Ravenna) Dutilh
- Hippeastrum blossfeldiae (Traub & J.L.Doran) Van Scheepen
- Hippeastrum brasilianum (Traub & J.L.Doran) Dutilh
- Hippeastrum breviflorum Herb.
- Hippeastrum bukasovii (Vargas) Gereau & Brako
- Hippeastrum caiaponicum (Ravenna) Dutilh
- Hippeastrum calyptratum (Ker Gawl.) Herb.
- Hippeastrum canterai Arechav.
- Hippeastrum caupolicanense (Cárdenas) Van Scheepen
- Hippeastrum chionedyanthum (Cárdenas) Van Scheepen
- Hippeastrum condemaitae (Vargas & E.Pérez) Meerow
- Hippeastrum correiense (Bury) Worsley
- Hippeastrum crociflorum Rusby
- Hippeastrum curitibanum (Ravenna) Dutilh
- Hippeastrum cuzcoense (Vargas) Gereau & Brako
- Hippeastrum cybister (Herb.) Benth. ex Baker
- Hippeastrum damazianum Beauverd
- Hippeastrum divijulianum (Cárdenas) Meerow
- Hippeastrum doraniae (Traub) Meerow
- Hippeastrum elegans (Spreng.) H.E.Moore
- Hippeastrum escobaruriae (Cárdenas) Van Scheepen
- Hippeastrum espiritense (Traub) H.E.Moore
- Hippeastrum evansiae (Traub & I.S.Nelson) H.E.Moore
- Hippeastrum ferreyrae (Traub) Gereau & Brako
- Hippeastrum forgetii Worsley
- Hippeastrum fragrantissimum (Cárdenas) Meerow
- Hippeastrum fuscum Kraenzl.
- Hippeastrum gertianum (Ravenna) Dutilh
- Hippeastrum glaucescens (Mart. ex Schult. & Schult.f.) Herb.
- Hippeastrum goianum (Ravenna) Meerow
- Hippeastrum guarapuavicum (Ravenna) Van Scheepen
- Hippeastrum harrisonii (Lindl.) Hook.f.
- Hippeastrum hemographes (Ravenna) Dutilh
- Hippeastrum hugoi (Vargas) Gereau & Brako
- Hippeastrum iguazuanum (Ravenna) T.R.Dudley & M.Williams
- Hippeastrum incachacanum (Cárdenas) Van Scheepen
- Hippeastrum intiflorum (Vargas) Gereau & Brako
- Hippeastrum kromeri (Worsley) Meerow
- Hippeastrum lapacense (Cárdenas) Van Scheepen
- Hippeastrum leonardii (Vargas) Gereau & Brako
- Hippeastrum leopoldii T.Moore
- Hippeastrum leucobasis (Ravenna) Dutilh
- Hippeastrum macbridei (Vargas) Gereau & Brako
- Hippeastrum machupijchense (Vargas) D.R.Hunt
- Hippeastrum mandonii Baker
- Hippeastrum maracasum (Traub) H.E.Moore
- Hippeastrum marumbiense (Ravenna) Van Scheepen
- Hippeastrum miniatum (Ruiz & Pav.) Herb.
- Hippeastrum mollevillquense (Cárdenas) Van Scheepen
- Hippeastrum monanthum (Ravenna) Meerow
- Hippeastrum morelianum Lem.
- Hippeastrum nelsonii (Cárdenas) Van Scheepen
- Hippeastrum oconequense (Traub) H.E.Moore
- Hippeastrum papilio (Ravenna) Van Scheepen
- Hippeastrum paquichanum (Cárdenas) Dutilh
- Hippeastrum paradisiacum (Ravenna) Meerow
- Hippeastrum paranaense (Traub) Meerow
- Hippeastrum pardinum (Hook.f.) Dombrain
- Hippeastrum parodii Hunz. & A.A.Cocucci
- Hippeastrum petiolatum Pax
- Hippeastrum pilcomaicum (Ravenna) Meerow
- Hippeastrum psittacinum (Ker Gawl.) Herb.
- Hippeastrum puniceum (Lam.) Voss
- Hippeastrum reginae (L.) Herb.
- Hippeastrum reticulatum (L'Hér.) Herb.
- Hippeastrum rubropictum (Ravenna) Meerow
- Hippeastrum santacatarina (Traub) Dutilh
- Hippeastrum scopulorum Baker
- Hippeastrum starkiorum (I.S.Nelson & Traub) Van Scheepen
- Hippeastrum striatum (Lam.) H.E.Moore
- Hippeastrum stylosum Herb.
- Hippeastrum teyucuarense (Ravenna) Van Scheepen
- Hippeastrum traubii (Moldenke) H.E.Moore
- Hippeastrum umabisanum (Cárdenas) Meerow
- Hippeastrum vanleestenii (Traub) H.E.Moore
- Hippeastrum variegatum (Vargas) Gereau & Brako
- Hippeastrum viridiflorum Rusby
- Hippeastrum vittatum (L'Hér.) Herb.
- Hippeastrum wilsoniae L.J.Doran & F.W.Mey.
- Hippeastrum yungacense (Cárdenas & I.S.Nelson) Meerow